# Alma Mahler-Werfel

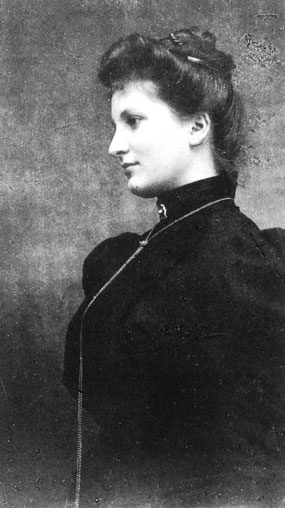
Alma Mahler-Werfel

Alma Mahler-Werfel (născ. Schindler, la 31 august 1879, Viena – d. 11 decembrie 1964, New York) ea organizat în salonul ei oferă seri literare, unde se întâlneau artiști, poeți, pictori și muzicieni ai lumii contemporane. Deja din tinerețe era cunoscută ca frumusețe și interesul ei pentru artă. Ea este supranumită "femme fatale" (femeia fatală), persoana ei rămâne pentru eternitate, prin picturile, poeziile sau compozițiile muzicale dedicate ei. Alma Mahler a fost o femeie adorată, ea a fost soția compozitorului Gustav Mahler, a arhitectului Walter Gropius a poetului Franz Werfel, ca și prietena pictorului Oskar Kokoschka.